# NASA Astronautengroep 4
The Scientists was de bijnaam van NASA's vierde astronautengroep. De zes nieuwe astronauten werden in 1965 geselecteerd vanwege hun academische ervaring.
De groep bestond uit:
| Astronaut        | Aantal vluchten | Missies         | Status              |
| ---------------- | --------------- | --------------- | ------------------- |
| Owen Garriott    | 2               | Skylab 3, STS-9 | Pensioen 01.08.1986 |
| Edward Gibson    | 1               | Skylab 4        | Pensioen 01.11.1982 |
| Duane Graveline  | 0               |                 | Pensioen 18.08.1965 |
| Joseph Kerwin    | 1               | Skylab 2        | Pensioen 31.03.1987 |
| Frank Michel     | 0               |                 | Pensioen 04.08.1969 |
| Harrison Schmitt | 1               | Apollo 17       | Pensioen 30.08.1975 |